# Kazuko Hara
Kazuko Hara (japanisch 原 嘉壽子 Hara Kazuko, wirklicher Name: 原 和子 bei gleicher Lesung; * 10. Februar 1935 in der Präfektur Tokio; † 30. November 2014) war eine japanische Komponistin klassischer Musik und insbesondere Opernkomponistin.

## Leben
Kazuko studierte bei Ikenouchi Tomojirō Komposition an der Universität der Künste Tokio, die sie 1957 abschloss. Danach setzte sie ihre Studien zunächst bei Alexander Nikolajewitsch Tscherepnin und Henri Dutilleux in Frankreich fort. Gesangsunterricht nahm sie bei der italienischen Sopranistin Iris Adami Corradetti am Konservatorium Benedetto Marcello in Venedig. Nach ihrem Studium unterrichtete sie zunächst an der Dōshisha-Frauenkunsthochschule (同志社女子大学, Dōshisha joshi daigaku) in Kyōto. Von 1978 bis 1998 komponierte sie 18 Opern. Sie wurde u. a. mit dem Opernpreis und der Ehrenmedaille am Violetten Band geehrt.

## Werke (Auswahl)

### Opern
- Kokuhaku Sherlock Holmes no jikenbo (告白〜シャーロック・ホームズの事件簿), 1981
- Iwai-uta ga nagareru yoru ni (祝い歌が流れる夜に), UA 1984
- Sute-hime: shita o kamikitta onna (すて姫～舌を噛み切った女~), UA 1986
- Sonezaki shinju (A Love Suicide at Sonezaki), 1987
- Nōshi o koete (脳死をこえて, englisch Beyond Brain Death), UA 1987
- Iwanaga-hime (岩長姫), UA 1990
- Yosakoibushi junshin o-uma (よさこい節―純信お馬―, englisch The History of Yosakoibushi), 1990
- Pedro Kibe (ペトロ岐部―転び申さず候―), UA 1991
- Nasuno Yoichi (那須與一), UA 1991
- Tonēru no fushigi no ki (トネールの不思議の樹), UA 1992
- Sanseu-daiyū (さんせう太夫), UA 1995
- Nukata-no-okimi (額田女王), UA 1996 nach Inoue Yasushi
- Taki Rentarō (瀧廉太郎), UA 1997
- Tsumi to bashi (罪と罰), UA 1998 „Schuld und Sühne“, Libretto von Maeda Jun nach Fjodor Michailowitsch Dostojewski
- Mizu no koe (水の声), UA 1999

### Sonstiges
- 1957 Sonatine für Klavier
- 1966 Yūgatō eika (誘蛾燈詠歌), Lied 22 min.
- 1971 Kodomo no gashū (子どもの画集)